# Януш Камински
Януш Зигмунт Камински (на полски: Janusz Zygmunt Kamiński) е полски кинооператор и режисьор.
Роден е на 27 юни 1959 година в Жембице, Долна Силезия. След въвеждането на военно положение в Полша през 1981 година заминава за Съединените щати, където учи кино. През 90-те години започва да работи с известния режисьор Стивън Спилбърг и два пъти печели награда „Оскар“ за операторската си работа в неговите филми „Списъкът на Шиндлер“ („Schindler's List“, 1993) и „Спасяването на редник Райън“ („Saving Private Ryan“, 1998).

## Награди и номинации
| Продукция                     | Дата                | Награда                  | Резултат  |
| Оскар                         | Оскар               | Оскар                    | Оскар     |
| ----------------------------- | ------------------- | ------------------------ | --------- |
| „Списъкът на Шиндлер“         | 21 март 1994 г.     | Най-добра кинематография | награда   |
| „Амистад“                     | 23 март 1998 г.     | Най-добра кинематография | номинация |
| „Спасяването на редник Райън“ | 21 март 1999 г.     | Най-добра кинематография | награда   |
| „Скафандърът и пеперудата“    | 24 февруари 2008 г. | Най-добра кинематография | номинация |
| „Боен кон“                    | 26 февруари 2012 г. | Най-добра кинематография | номинация |
| „Линкълн“                     | 24 февруари 2013 г. | Най-добра кинематография | номинация |
| Награда на БАФТА              |                     |                          |           |
| „Списъкът на Шиндлер“         | 1994 г.             | Най-добра кинематография | награда   |
| „Спасяването на редник Райън“ | 11 април 1999 г.    | Най-добра кинематография | номинация |
| „Боен кон“                    | 12 февруари 2012 г. | Най-добра кинематография | номинация |
| „Линкълн“                     | 10 февруари 2013 г. | Най-добра кинематография | номинация |
| „Мостът на шпионите“          | 14 февруари 2016 г. | Най-добра кинематография | номинация |
| Сателит                       |                     |                          |           |
| „Амистад“                     | 22 февруари 1998 г. | Най-добра кинематография | награда   |
| „Спасяването на редник Райън“ | 17 януари 1999 г.   | Най-добра кинематография | номинация |
| „Специален доклад“            | 12 януари 2003 г.   | Най-добра кинематография | номинация |
| „Скафандърът и пеперудата“    | 16 декември 2007 г. | Най-добра кинематография | награда   |
| „Боен кон“                    | 18 декември 2011 г. | Най-добра кинематография | награда   |
| „Линкълн“                     | 16 декември 2012 г. | Най-добра кинематография | номинация |
| „Мостът на шпионите“          | 21 февруари 2016 г. | Най-добра кинематография | номинация |